# Magnitude de moment
La magnitude de moment (notée Mw) est une des échelles logarithmiques qui mesurent la magnitude d'un séisme, c'est-à-dire la taille d'un séisme proportionnelle à l'énergie sismique dégagée. Centrée sur les basses fréquences des ondes sismiques, elle quantifie précisément l'énergie émise par le séisme. Elle ne présente pas de saturation pour les plus grands événements, dont la magnitude peut être sous-évaluée par d'autres échelles, faussant ainsi les dispositifs d'alerte rapide essentiels pour la protection des populations. Pour cette raison, il est maintenant d'usage pour les sismologues de l'utiliser, de préférence à l'échelle de Richter ou aux autres magnitudes du même type (magnitudes locales), par exemple par l'Institut d'études géologiques des États-Unis.
Elle a été introduite en 1977 et en 1979 par Thomas C. Hanks (en) et Hiroo Kanamori.

## Définition
La magnitude de moment, notée Mw, est un nombre sans dimension défini par :
{\displaystyle M_{\mathrm {w} }={2 \over 3}\log _{10}(M_{0})-6{,}07} 
où M0 est le moment sismique en newtons mètres.
Les constantes de la formule sont choisies pour coïncider avec l'échelle locale de magnitude (nommée parfois par extension échelle de Richter) pour les petits et moyens séismes.

## Lien avec l'énergie sismique rayonnée
| Mw | ES (Joules) | Équivalence en TNT (Tonnes) | Équivalence en bombes d'Hiroshima (12,5 kT TNT) |
| -- | ----------- | --------------------------- | ----------------------------------------------- |
| 4  | 6,3 · 10    | 000.000.015                 | 0,0012                                          |
| 5  | 2,0 · 1012  | 000.000.475                 | 0,038                                           |
| 6  | 6,3 · 1013  | 000.015.000                 | 1,2                                             |
| 7  | 2,0 · 1015  | 000.475.000                 | 38                                              |
| 8  | 6,3 · 1016  | 015.000.000                 | 1.200                                           |
| 9  | 2,0 · 1018  | 475.000.000                 | 38.000                                          |

Durant un séisme, l'énergie potentielle stockée dans la croûte terrestre est libérée et produit :
- un glissement sur la faille sismogène, des fissures et déformations ;
- de la chaleur ;
- de l'énergie sismique rayonnée sous forme d'ondes sismiques, notée Es.

Les sismographes ne mesurent que cette dernière, à partir de laquelle l'énergie totale libérée, indiquée par M0 (en newtons-mètres), est estimée grâce à la relation :
{\displaystyle E_{\mathrm {s} }=M_{0}\cdot 1,6\times 10^{-5}} joules
Une augmentation d'une unité de magnitude de moment correspond à une multiplication par √1000 (environ 31,6) de l'énergie libérée. En effet, considérons deux séismes i et j ayant respectivement pour magnitude de moment Mw,i et Mw,j et pour moment sismique Mi et Mj.
Le rapport d'énergie sismique rayonnée peut s'écrire :
{\displaystyle {\frac {E_{{\textrm {s}},i}}{E_{{\textrm {s}},j}}}={\frac {M_{i}}{M_{j}}}={\frac {10^{{\frac {3}{2}}(M_{{\textrm {w}},i}+6,07)}}{10^{{\frac {3}{2}}(M_{{\textrm {w}},j}+6,07)}}}=10^{{\frac {3}{2}}(M_{{\textrm {w}},i}-M_{{\textrm {w}},j})}}
Ainsi, le rapport d'énergie libérée entre un séisme de magnitude de moment 8 et un autre de 9 est de 101,5 (soit environ 31,6).
L'équivalence magnitude - énergie
{\displaystyle E_{\mathrm {S} }=10^{\;\!1,5\cdot M_{\mathrm {S} }+4,8}} joules,
permet d'effectuer des comparaisons énergétiques selon une méthode de calcul en équivalent en TNT
{\displaystyle E_{\mathrm {S} }={\frac {10^{\;\!1,5\cdot M_{\mathrm {S} }+4,8}}{4{,}184\cdot 10^{9}}}=10^{\;\!1,5\cdot M_{\mathrm {S} }-4,822}} tonnes
ou en bombes d'Hiroshima
{\displaystyle E_{\mathrm {S} }={\frac {10^{\;\!1,5\cdot M_{\mathrm {S} }+4,8}}{5{,}25\cdot 10^{13}}}=10^{\;\!1,5\cdot M_{\mathrm {S} }-8,92}} bombes
(Ms étant la magnitude d'ondes de surface (en) qui est reliée à Mw). Cette comparaison implique qu'il est considéré dans cette analogie empirique que seul 0,5 % (1/200) de l'énergie de la bombe est propagée sous forme d'énergie Es. La conversion de la totalité de l'énergie "explosive" en Es aboutit à un séisme 200 fois plus énergétique, soit, pour une bombe d'une kilotonne de TNT, à un séisme de magnitude 5,5. Le tableau à droite illustre la relation entre l'énergie sismique et la magnitude du moment.

## Lien avec la rupture de la faille
Ce lien est établi par la formule {\displaystyle M_{\mathrm {w} }={2 \over 3}\log _{10}(\mu .L.l.D)-6{,}07} où  {\displaystyle \mu } est le module de rigidité du milieu (résistance de la croûte terrestre dans la zone de foyer, exprimée en N.m-2), L et l la longueur et la largeur de la zone de rupture (la partie de la faille qui s'est déplacée durant le séisme, exprimée en km) et D le déplacement moyen des deux blocs le long de la faille (appelé aussi  coulissage, dislocation ou glissement produit sur la faille, exprimé en m). Par des calculs de lois d'échelle sur de nombreux séismes et en supposant que les rapports entre longueur, largeur et déplacement de faille sont constants quelle que soit la magnitude, on peut estimer grossièrement le rapport entre la magnitude de moment et la rupture sur la faille, :
| Mw | Longueur de la rupture (km) | Déplacement sur la faille (m) | Durée de la rupture (s) | Nombre de séismes par an dans le monde |
| -- | --------------------------- | ----------------------------- | ----------------------- | -------------------------------------- |
| 9  | 800                         | 8 m                           | 295                     | 1 tous les 10 ans                      |
| 8  | 250                         | 5 m                           | 250                     | 1                                      |
| 7  | 50                          | 1 m                           | 15                      | 10                                     |
| 6  | 10                          | 0,2                           | 3                       | 100                                    |
| 5  | 3                           | 0,05                          | 1                       | 1000                                   |
| 4  | 1                           | 0,02                          | 0,3                     | 10 000                                 |

## Détermination de la magnitude de moment
La magnitude de moment est déterminée à partir du moment sismique et de son  tenseur, elle est donc reliée aux dimensions physiques de la faille qui a causé le séisme, à la résistance des roches en présence (module de rigidité) et à la moyenne du déplacement sur la faille pendant le séisme.
On la calcule à partir de l'étude détaillée des formes d'onde présentes sur les sismogrammes, et en particulier du spectre en déplacement, à basses fréquences, des mouvements du sol. Selon que les formes d’ondes proviennent de séismes éloignés ou proches, et selon qu'on considère la source comme un point ou comme une faille avec une surface étendue, l’étude est réalisée différemment et présente plus ou moins de complexité.
Lorsque la station réceptrice est éloignée du séisme, on utilise surtout les seules ondes P et S alors qu'en champ proche de nombreuses autres ondes émises par la rupture rendent les sismogrammes plus complexes à utiliser. Cependant, lorsque des alertes rapides doivent être émises, pour annoncer des tsunamis par exemple et prévenir les populations, il peut être utile de déterminer la magnitude en quasi-temps réel grâce à ces formes d’ondes, car on peut capter leurs enregistrements plus tôt que ceux captés en champ lointain. Des méthodes statistiques, par calibrations et calculs de droites de régressions linéaires, peuvent être employées parallèlement à des méthodes plus théoriques et conduisent à déterminer des estimations empiriques, souvent suffisantes dans le cas où l'on désire alerter rapidement les populations .
La puissance de calcul des ordinateurs permet aux laboratoires de géophysique de calculer une magnitude de moment de manière automatique, grâce à des techniques d’inversion : un programme informatique complexe intègre des paramètres de la source et produit des sismogrammes de synthèse. Un ajustement par de nombreux essais (par exemple par des techniques de type recuit simulé) permet de comparer les sismogrammes synthétiques à ceux du séisme observés par les stations. La meilleure proposition permet ainsi d'approcher la source sismique qui a produit ces sismogrammes.
Des choix des espaces dans lesquels varient tous les paramètres du programme et des calibrations sont effectués par les concepteurs des programmes, reflétant les conditions tectoniques et sismiques du contexte de l'événement étudié.

## Magnitude de moment dans les catalogues de sismicité
La magnitude de moment tend actuellement à être utilisée comme mesure unifiée de magnitude pour établir des catalogues de sismicité instrumentale (SI-Hex, Sismicité Instrumentale en France métropolitaine, 2015), dans le but de mieux cerner l'aléa et établir des cartes d'aléa sismique en France qui soient les plus fiables possibles. Le plus gros séisme enregistré a eu lieu en 1960 à Valdivia (Chili) avec une magnitude de 9,5.